# Campeonato Europeu de Pequenos Estados de Voleibol Masculino de 2011
O Campeonato Europeu de Estados Pequenos de Voleibol Masculino de 2011 será disputado em Andorra.

## Formato de disputa
Nove países considerados pequenos foram divididos em dois grupos, um com 5 componentes e outro com 4, dentro dos quais os times jogaram em turno único contra os demais times de seus respectivos grupos. A fase final da divisão das pequenas nações ocorrerá em 2011, em Andorra, sem data definida. A divisão das pequenas nações não classifica nenhum time ao campeonato principal.
| Grupo A - Andorra | Grupo B - Malta |
| ----------------- | --------------- |
| Andorra           | Islândia        |
| Chipre            | Luxemburgo      |
| Ilhas Feroé       | Malta           |
| Irlanda           | San Marino      |
| Escócia           |                 |